# Мастрочинкве, Камилло
Ками́лло Мастрочи́нкве (итал. Camillo Mastrocinque; 11 мая 1901, Рим, Королевство Италия — 23 апреля 1969, Рим, Италия) — итальянский актёр, кинорежиссёр, сценарист и писатель.

## Карьера в кино
Дебютным режиссёрским проектом Камилло Мастрочинкве стала чёрно-белая историческая музыкальная драма «Королева оперы», снятая в 1937 году. Первый же фильм Мастрочинкве, имеющий отношение к фантастическому кино, был снят в 1954 году и назывался «Тото из ада». 
В 1964 году Мастрочинкве снимает атмосферный готический фильм ужасов «Проклятие Карнштайнов», который повествовал о графе (Кристофер Ли), прикладывающим все возможные усилия для того, чтобы дух одного из его предков, в своё время занимавшимся колдовством, не завладел телом его дочери. В 1966 году следует ещё один фильм ужасов — «Ангел для Сатаны» — с Барбарой Стил в главной роли.

## Избранная фильмография
| Год  | Русское наименование                  | Оригинальное наименование         | Кто      |
| ---- | ------------------------------------- | --------------------------------- | -------- |
| 1966 | Ангел для Сатаны                      | Un angelo per Satana              | Режиссёр |
| 1964 | Проклятие Карнштайнов                 | La Cripta e l'incubo              | Режиссёр |
| 1956 | Тото в Париже                         | Totò a Parigi                     | Режиссёр |
| 1956 | Тото, Пеппино и распутница            | Totò, Peppino e... la malafemmina | Режиссёр |
| 1956 | Банда честных                         | La banda degli onest              | Режиссёр |
| 1955 | Люди и капралы / Мы люди или капралы? | Siamo uomini o caporali?          | Режиссёр |
| 1954 | Тото из ада                           | Totò all'inferno                  | Режиссёр |
| 1943 | Дон Паскуале                          | Don Pasquale                      | Режиссёр |
| 1937 | Королева оперы                        | Regina della Scala                | Режиссёр |